# Cantone di Bierné
Il Cantone di Bierné era una divisione amministrativa dell'arrondissement di Château-Gontier.
È stato soppresso a seguito della riforma complessiva dei cantoni del 2014, che è entrata in vigore con le elezioni dipartimentali del 2015.
Comprendeva i comuni di:
- Argenton-Notre-Dame
- Bierné
- Châtelain
- Coudray
- Daon
- Gennes-sur-Glaize
- Longuefuye
- Saint-Denis-d'Anjou
- Saint-Laurent-des-Mortiers
- Saint-Michel-de-Feins